# Pmap
pmap – polecenie i program w *nix wyświetlający mapę pamięci procesu lub procesów. Jedno z ważniejszych narzędzi sysadmina.